# Bergwoelmuis
De bergwoelmuis (Alticola strelzovi)  is een zoogdier uit de familie van de Cricetidae. De wetenschappelijke naam van de soort werd voor het eerst geldig gepubliceerd door Kasjtsjenko in 1899.

## Voorkomen
De soort komt voor in China, Kazachstan, Mongolië en Rusland.